# ببعی
ببعی نام شخصیتی عروسکی در سری مجموعهٔ کلاه قرمزی به کارگردانی ایرج طهماسب است. ببعی در مجموعه‌های تلویزیونی کلاه قرمزی ۹۰، کلاه قرمزی ۹۱، کلاه قرمزی ۹۲، کلاه قرمزی ۹۳ ، کلاه قرمزی ۹۴ و کلاه قرمزی ۹۷ و مهمانی که در نوروز سال های ۹۰، ۹۱، ۹۲، ۹۳، ۹۴، ۹۷ و ۱۴۰۳ از تلویزیون ایران پخش شد، حضور داشت.

## خالقان
شخصیت گوسفندی یا همان ببعی، ایدهٔ خود ایرج طهماسب بود. در سال ۱۳۸۹ هنگامی که تمرین‌های پیش از مجموعهٔ کلاه‌قرمزی ۹۰ شروع شد، ایرج طهماسب به عوامل برنامه گفته بود که احتمالاً امسال یک عروسک گوسفند به گروه اضافه خواهد شد. در یکی از جلسات تمرین، مرضیه محبوب طی سفارشی که از طهماسب گرفته بود عروسک‌های ساخته‌شده را آورد. همهٔ صداپیشه‌ها روی عروسک ببعی صحبت کردند تا در نهایت ایرج طهماسب صدای محمد بحرانی را انتخاب کرد که شاید در نظر اول، دورترین صدا به چهرهٔ عروسک ببعی بود. ذهنیت اولیه میان سازندگان این مجموعه این بود که صدای «ببعی» خیلی ناز و گوگولی باشد، اما ایرج طهماسب صدای محمد بحرانی را پسندید که تضاد بیشتری با چهرهٔ عروسک داشت. انگلیسی‌ صحبت‌کردن «ببعی» هم به این صورت اتفاق افتاد که در یکی از قسمت‌های کلاه‌قرمزی ۹۰ طهماسب گفت در یکی از صحنه‌ها کتابی جلوی «ببعی» قرار داشته باشد و پیشنهاد داد که کتاب انگلیسی باشد. در ادامهٔ شکل‌گیری شخصیت ببعی نیز خود طهماسب نقش اصلی را داشت.
عروسک‌گردانی ببعی در این مجموعه بر عهدهٔ بنفشه صمدی بود و محمد بحرانی وظیفهٔ صداپیشگی را بر عهده داشت.

## ویژگی شخصیتی
ببعی گوسفندی سفید است که به زبان انگلیسی مسلط است و در بیشتر جملات خود از کلمات انگلیسی استفاده می‌کند.
ببعی وقتی کلمه «سیر داغ» (معمولا از طرق فامیل دور) را می شنود گمان می کند که «sit down» (بنشین) است و سریع واکنش نشان می‌دهد.
شخصیت ببعی پس از اولین حضورش در برنامهٔ کلاه‌قرمزی ۹۰ در سال بعد و در کلاه‌قرمزی ۹۱ کمی تغییر کرد. این ایرج طهماسب بود که در روزهای ابتدایی تمرین پیش از ضبط برنامه از عروسک‌گردان و صداپیشهٔ این شخصیت خواست که ببعی آن سال با سال گذشته تفاوت‌هایی داشته باشد که برای مخاطب تکراری نشود و این هم به مرور در این شخصیت ایجاد شد که یکی از آن‌ها صحبت‌کردنش به زبان انگلیسی بود که به نسبت سال قبلش بیشتر شده بود. البته کمی هم به زبان فارسی حرف می‌زد. او بعضی وقت‌ها ادای تکرار را در می آورد و جملات آن‌ها را به آرامی تکرار میکند

## تکیهٔ کلام
- Naaaaaaaaaaa (به معنای نخیر)
- Baaaaaaaaaaa (به معنای بله)
- Sweet Dreams (برای شب بخیر گفتن)
- کاهو، کلم، کرفس، هویج، بروکلی...
- Everybody, listen and repeat (به معنای تکرار کنید)

## نقد شخصیت
شخصیت ببعی برای خالقانش چالشی بزرگ بود. در برنامهٔ کلاه‌قرمزی ۹۰ که اولین سال حضور ببعی در این مجموعه بود محمد بحرانی و بنفشه صمدی مدام استرس داشتند و نگران این بودند که آیا ممکن است مخاطب از عروسکی که فقط بع و نه می‌گوید، خوشش بیاید، زیرا در قسمت‌های اول این برنامه ببعی اصلاً حرف نمی‌زد. گذشت زمان هم نگرانی‌شان بیشتر می‌کرد چون عوامل پشت‌صحنه هم هیچ‌کدام واقعاً به ببعی نمی‌خندیدند و توجهی نداشتند ولی در این بین فقط ایرج طهماسب بود که به آن‌ها امیدواری می‌داد. با این وجود این شخصیت جای خودش را بازکرد و به سرعت به شخصیتی محبوب بدل شد به‌طوری که چند وقتی پس از پایان پخش کلاه‌قرمزی ۹۳ در نظرسنجی‌ها ببعی بدل به دومین شخصیت محبوب این مجموعه پس از فامیل دور شد.

## پی‌نوشت
1. ↑  تابناک: گفتگو با گویندگان عروسکهای ببعی و فامیل دور
2. ↑  «فارس نیوز: رقابت کلاه‌قرمزی، ببعی و موش نمکی برای دریافت سرو زرین». بایگانی‌شده از اصلی در ۳ نوامبر ۲۰۱۳. دریافت‌شده در ۴ آوریل ۲۰۱۳.
3. ↑  خبر آنلاین با ببعی و آقوی همساده
4. 1 2 3 4  میرفندرسکی، مالکی و  بحرانی، همهٔ گروه در موفقیت این مجموعه نقش داشتند.
5. 1 2  عیدی‌زاده و  بحرانی، «خودم شیرازی هستم»، خبرآنلاین.
6. ↑  «شفاف نیوز: "محمد بحرانی: از صحبت به جای "ببعی" بسیار راضی هستم"». بایگانی‌شده از اصلی در ۶ ژوئیه ۲۰۱۵. دریافت‌شده در ۹ آوریل ۲۰۱۴.
7. ↑  «شاهرود نیوز: مصاحبه با سازندگان کلاه قرمزی، پدیده سال ۹۱». بایگانی‌شده از اصلی در ۲۹ اکتبر ۲۰۱۳. دریافت‌شده در ۴ آوریل ۲۰۱۳.
8. ↑  قدس آنلاین: صداپیشگان کلاه قرمزی، محمد بحرانی در نقش ببعی
9. ↑  رجا نیوز: گفتگو با "ببعی" و "فامیل دور"
10. ↑  نظرسنجی: انتخاب عروسک مورد علاقه.